# Alan Grindal
Alan Joseph Grindal (* 18. Februar 1940) ist ein ehemaliger australischer Radrennfahrer.

## Sportliche Laufbahn
Grindal war Teilnehmer der Olympischen Sommerspiele 1960 in Rom. Im Mannschaftszeitfahren kamen Warren Scarfe, Garry Jones, Alan Grindal und Frank Brazier auf den 21. Platz. Im olympischen Straßenrennen wurde er als 67. klassiert.
1961 siegte er in der ersten Austragung des Rennens Grafton to Inverell Cycle Classic. Er siegte auch in der The Examiner Tour of the North, einem Vorläufer der Tasmanien-Rundfahrt.
Grindal wurde 1961 zum Radsportler des Jahres von Australien gewählt.